# Sausgalvių pievos
Sausgalvių pievos este o arie protejată (arie de protecție specială avifaunistică — SPA) din Lituania întinsă pe o suprafață de 356,1 ha, integral pe uscat.

## Localizare
Centrul sitului Sausgalvių pievos este situat la coordonatele 55°16′58″N 21°28′37″E / 55.2828°N 21.4769°E.

## Înființare
Situl Sausgalvių pievos a fost declarat arie de protecție specială avifaunistică în iunie 2005 pentru a proteja 5 specii de animale.

## Biodiversitate
Situată în ecoregiunea boreală, aria protejată nu include niciun habitat protejat.
La baza desemnării sitului se află mai multe specii protejate de  păsări (5): pitulice de apă (Acrocephalus paludicola), cristeiul de câmp (Crex crex), Gallinago media, sfrâncioc roșiatic (Lanius collurio), cresteț pestriț (Porzana porzana).